# Giovanni Federico (Fußballspieler)

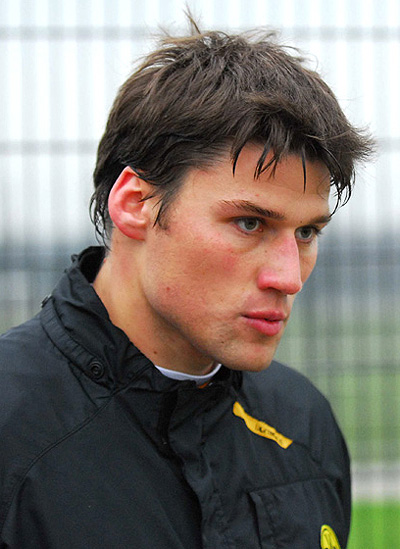
Federico im November 2007

Giovanni Federico (* 4. Oktober 1980 in Hagen) ist ein ehemaliger deutsch-italienischer Fußballspieler.

## Karriere
Giovanni Federico, dessen Vater Italiener und dessen Mutter Deutsche ist, spielte von 1985 bis 1993 beim SSV Hagen und wechselte anschließend zum VfL Bochum, für den er bis zum Jahr 2000 aktiv war. Danach spielte er in der Amateur- und Profimannschaft des 1. FC Köln, bei der er sich allerdings als „ewiges Talent“ nicht richtig durchsetzen konnte. In der Saison 2004/05 erzielte er jedoch 20 Tore für die Kölner Amateurmannschaft und wurde daraufhin vom Karlsruher SC für die erste Mannschaft verpflichtet.
Nachdem er in den Vorbereitungsspielen der Saison 2005/06 eine gute Figur auf dem Platz machte und sowohl beim 3:2-Sieg gegen den VfB Stuttgart als auch beim 3:3-Unentschieden gegen Bayern München jeweils ein Tor beisteuerte, gehörte er fortan zur Stammelf des badischen Zweitligisten. Gleich in seinem ersten Zweitligaspiel für den KSC schoss er gegen die Sportfreunde Siegen das Tor zum 2:0-Endstand.
In der Saison 2005/06 war Federico mit 14 Treffern und acht Vorlagen der Topscorer der Liga sowie der zweitbeste Torschütze. In der Saison 2006/07 war er der erfolgreichste Spieler der zweiten Bundesliga, wurde mit 19 Toren und 14 Torvorlagen sowohl Torschützenkönig als auch Topscorer. Vom Fachmagazin kicker sowie den Internetportalen sport1.de und bundesliga.de wurde er zum Spieler der Saison in der zweiten Liga gewählt.
Zur Saison 2007/08 wechselte er ablösefrei zu Borussia Dortmund. Dort unterschrieb er einen bis Sommer 2010 datierten Vertrag. Sein erstes Tor für den BVB erzielte Federico am 4. Spieltag beim 1:0-Erfolg in Rostock. Mit der Borussia erreichte er das DFB-Pokal-Finale in Berlin, welches am 19. April 2008 mit 1:2 gegen den FC Bayern München verloren wurde. Er stand bei diesem Spiel allerdings nicht im Kader des BVB.
Nachdem Federico in der Hinrunde der Saison 2008/09 nur sporadisch zum Einsatz gekommen war, kehrte er in der Winterpause auf Leihbasis zum Karlsruher SC zurück. Sein erstes Tor nach der Rückkehr erzielte er am 19. Spieltag beim 3:2-Sieg des KSC gegen den Hamburger SV. Zum Saisonende stieg der KSC in die Zweite Bundesliga ab, und Federicos Leihgeschäft wurde nicht verlängert. Da er auch in den Planungen von Borussia Dortmund keine Rolle mehr spielte, wechselte er im Juli 2009 zu Arminia Bielefeld, wo er einen Vertrag bis 2011 unterschrieb. Aufgrund finanzieller Probleme des Vereins blieb er dort aber nur ein Jahr.
Zur Saison 2010/11 wechselte Federico zurück zu seinem ehemaligen Jugendverein, dem Bundesligaabsteiger VfL Bochum, wo er einen Zweijahresvertrag unterschrieb. In seinem ersten Jahr war er mit sieben Treffern torgefährlichster Mittelfeldspieler der Westfalen und erreichte mit der Mannschaft Platz drei der Tabelle. In der Relegation verpasste man aber den Wiederaufstieg in die höchste Spielklasse.
Am 23. Mai 2012 gab er bekannt, nach seiner Zeit beim VfL Bochum nicht mehr im Profi-Fußball aktiv zu sein. Mitte August 2012 einigte er sich mit dem FC Viktoria Köln auf einen Vertrag, der bis zum 30. Juni 2013 lief und setzte seine aktive Karriere in der Regionalliga West fort. Seit dem Auslaufen seines Kontrakts bei den Kölnern war Federico vereinslos, bis er sich Ende Januar 2014 dem Oberligisten TuS Ennepetal anschloss. Dort beendete er im Sommer 2016 seine Karriere. Ende Oktober 2016 stellte er sich jedoch nochmal seinem ehemaligen Jugendverein, dem SSV Hagen, in der Bezirksliga zur Verfügung. Nach dem Aufstieg in die Landesliga übernahm er dort zur Saison 2017/18 den Posten des Spielertrainers. Im Februar 2018 hörte er aus beruflichen Gründen auf und beendete seine Trainertätigkeit.

## Erfolge
- 2002: Aufstieg in die Regionalliga Nord mit der U 23 des 1. FC Köln
- 2003, 2005 und 2007: Aufstieg in die 1. Bundesliga
- 2007: Torschützenkönig und Top-Scorer der 2. Bundesliga (19 Treffer/14 Vorlagen)